# Górnik Zabrze w sezonie 2017/2018
Sezon 2017/2018 był 70. sezonem w historii klubu i 60. na najwyższym poziomie rozgrywek ligowych. Górnik rozpoczął rozgrywki Ekstraklasy jako beniaminek po awansie z I ligi i zakończył je na czwartym miejscu kwalifikując się do eliminacji Ligi Europy. Rozgrywki Pucharu Polski rozpoczął od 1/32 finału docierając do półfinału.

## Działalność klubu
Z początkiem czerwca zarząd poinformował, że decyzją Komisji ds. Licencji Klubowych Polskiego Związku Piłki Nożnej klub otrzymał licencję upoważniającą do uczestnictwa w rozgrywkach Ekstraklasy w sezonie 2017/18. Jednocześnie Klub został objęty nadzorem finansowym z konieczności monitorowania kosztów i wydatków w związku z awansem do rozgrywek Ekstraklasy oraz w związku z zawarciem ugód z pracownikami, odraczającymi termin zapłaty wymagalnych zobowiązań licencyjnych.
8 czerwca podpisano nowy, obowiązujący do końca czerwca 2018 roku, kontrakt z trenerem Marcinem Broszem.
Sponsorem technicznym klubu pozostała firma Kraksport reprezentująca firmę Adidas. Nowa umowa została zawiązana do 2020 roku. Adidas przygotował białe stroje na spotkania rozgrywane w Zabrzu oraz czerwone na mecze wyjazdowe. 

## Stadion

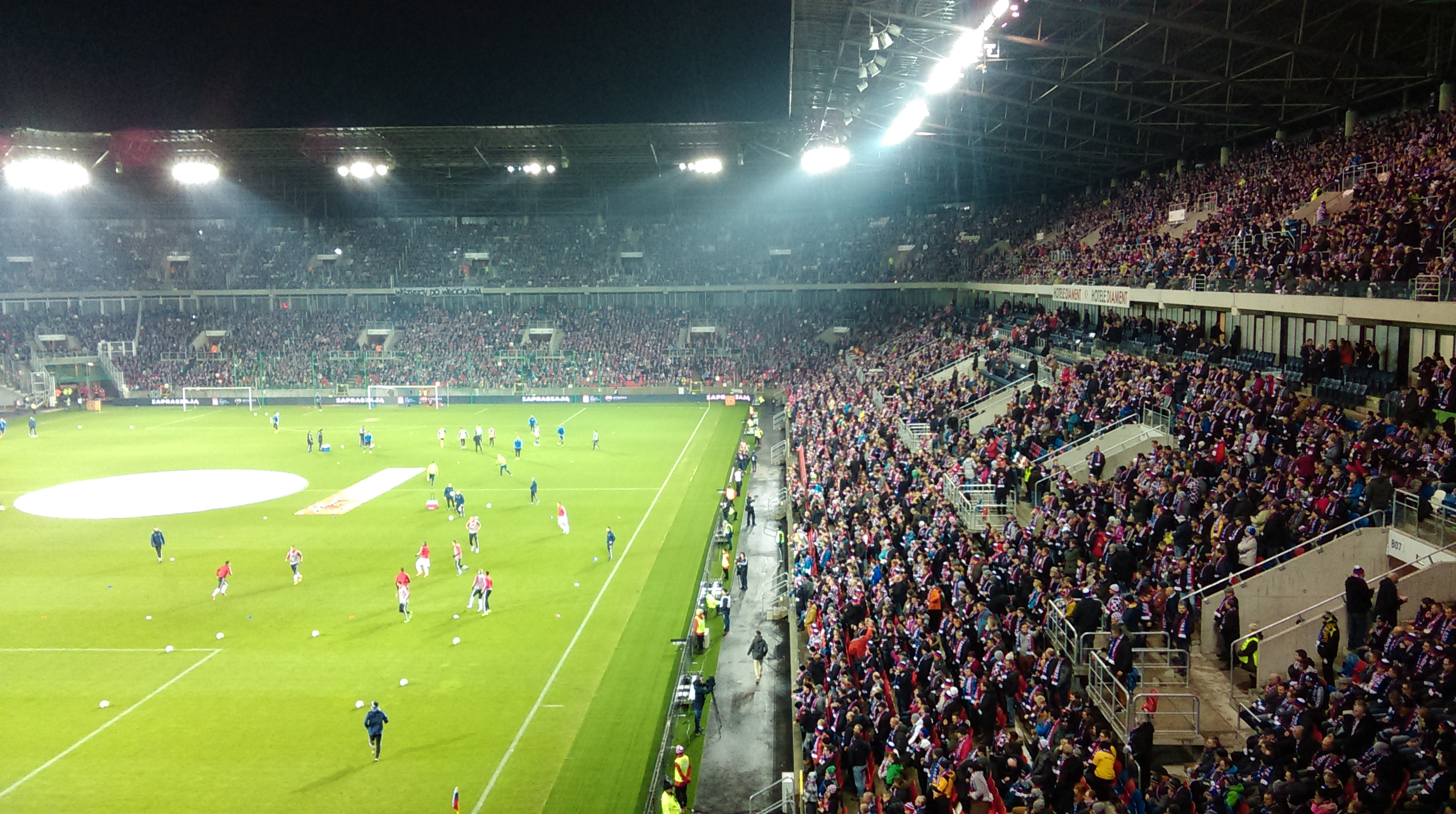
Arena Zabrze

Miejscem rozgrywania spotkań domowych jest stadion Arena Zabrze o pojemności 24 563 krzesełek. Na ośmiu spotkaniach ligowych na trybunach zasiadł komplet publiczności (w spotkaniu z poznańskim Lechem zapełniony był także sektor buforowy oddzielający kibiców gospodarzy od kibiców gości).

## Lotto Ekstraklasa

### Tabela po rundzie finałowej
| Poz. | Drużyna               | M  | Punkty | Z  | R  | P  | Bramki | Bramki | Bramki |
| Poz. | Drużyna               | M  | Punkty | Z  | R  | P  | +      | -      | +/-    |
| ---- | --------------------- | -- | ------ | -- | -- | -- | ------ | ------ | ------ |
| 1    | Legia Warszawa        | 37 | 70     | 22 | 4  | 11 | 55     | 35     | 20     |
| 2    | Jagiellonia Białystok | 37 | 67     | 20 | 7  | 10 | 55     | 41     | 14     |
| 3    | Lech Poznań           | 37 | 60     | 16 | 12 | 9  | 53     | 34     | 19     |
| 4    | Górnik Zabrze         | 37 | 60     | 16 | 12 | 9  | 68     | 54     | 14     |
| 5    | Wisła Płock           | 37 | 57     | 17 | 6  | 14 | 53     | 45     | 8      |

Ostatnia aktualizacja: 37. kolejka
    I runda kwalifikacyjna Ligi Mistrzów UEFA     II runda kwalifikacyjna Ligi Europy UEFA     I runda kwalifikacyjna Ligi Europy UEFA

### Tabela po rundzie zasadniczej
| Poz. | Drużyna               | M  | Punkty | Z  | R  | P  | Bramki | Bramki | Bramki |
| Poz. | Drużyna               | M  | Punkty | Z  | R  | P  | +      | -      | +/-    |
| ---- | --------------------- | -- | ------ | -- | -- | -- | ------ | ------ | ------ |
| 1    | Lech Poznań           | 30 | 55     | 15 | 10 | 5  | 49     | 23     | 26     |
| 2    | Jagiellonia Białystok | 30 | 54     | 16 | 6  | 8  | 45     | 36     | 9      |
| 3    | Legia Warszawa        | 30 | 54     | 17 | 3  | 10 | 43     | 31     | 12     |
| 4    | Wisła Płock           | 30 | 49     | 15 | 4  | 11 | 42     | 35     | 7      |
| 5    | Górnik Zabrze         | 30 | 47     | 12 | 11 | 7  | 56     | 46     | 10     |

Ostatnia aktualizacja: 30. kolejka
    wejście do grupy mistrzowskiej     wejście do grupy spadkowej

### Wyniki spotkań
| Mecz              | Data            | Godz. | Stadion   | Przeciwnik                   | Wynik | Punkty | Strzelcy                               |
| ----------------- | --------------- | ----- | --------- | ---------------------------- | ----- | ------ | -------------------------------------- |
| Runda jesienna    |                 |       |           |                              |       |        |                                        |
| 1                 | 15 lipca        | 20:30 | Zabrze    | Legia Warszawa               | 3:1   | 3      | Suárez, Angulo (2)                     |
| 2                 | 23 lipca        | 18:00 | Białystok | Jagiellonia Białystok        | 1:2   | 3      | Angulo                                 |
| 3                 | 29 lipca        | 20:30 | Zabrze    | Wisła Kraków                 | 3:2   | 6      | Angulo (3)                             |
| 4                 | 5 sierpnia      | 15:30 | Gdańsk    | Lechia Gdańsk                | 1:1   | 7      | Angulo                                 |
| 5                 | 13 sierpnia     | 15:30 | Zabrze    | Arka Gdynia                  | 1:1   | 8      | R. Wolsztyński                         |
| 6                 | 18 sierpnia     | 20:30 | Kraków    | Cracovia                     | 3:3   | 9      | Koj, Ł. Wolsztyński, R. Wolsztyński    |
| 7                 | 25 sierpnia     | 18:00 | Zabrze    | Wisła Płock                  | 4:0   | 12     | Angulo (3), Wieteska                   |
| 8                 | 10 września     | 15:30 | Nieciecza | Bruk-Bet Termalica Nieciecza | 2:1   | 15     | Kądzior, Ł. Wolsztyński                |
| 9                 | 16 września     | 18:00 | Zabrze    | Śląsk Wrocław                | 2:2   | 16     | Angulo, Wieteska                       |
| 10                | 23 września     | 18:00 | Szczecin  | Pogoń Szczecin               | 2:1   | 19     | Wieteska, Kądzior                      |
| 11                | 1 października  | 15:30 | Zabrze    | Piast Gliwice                | 1:0   | 22     | Angulo                                 |
| 12                | 15 października | 15:30 | Lubin     | KGHM Zagłębie Lubin          | 2:3   | 22     | Koj, Wieteska                          |
| 13                | 20 października | 20:30 | Zabrze    | Korona Kielce                | 3:3   | 23     | Kądzior (2), Angulo                    |
| 14                | 28 października | 20:30 | Nieciecza | Sandecja Nowy Sącz           | 2:1   | 26     | Matuszek, Angulo                       |
| 15                | 4 listopada     | 20:30 | Zabrze    | Lech Poznań                  | 3:1   | 29     | Angulo (2), Żurkowski                  |
| Runda wiosenna    |                 |       |           |                              |       |        |                                        |
| 16                | 19 listopada    | 18:00 | Warszawa  | Legia Warszawa               | 0:1   | 29     | -                                      |
| 17                | 24 listopada    | 20:30 | Zabrze    | Jagiellonia Białystok        | 3:1   | 32     | Angulo (2), Wlazło (sam.)              |
| 18                | 3 grudnia       | 18:00 | Kraków    | Wisła Kraków                 | 3:2   | 35     | Angulo, Kurzawa, Żurkowski             |
| 19                | 8 grudnia       | 20:30 | Zabrze    | Lechia Gdańsk                | 1:1   | 36     | Suárez                                 |
| 20                | 12 grudnia      | 20:30 | Gdynia    | Arka Gdynia                  | 0:1   | 36     | -                                      |
| 21                | 18 grudnia      | 18:00 | Zabrze    | Cracovia                     | 0:4   | 36     | -                                      |
| 22                | 9 lutego        | 18:00 | Płock     | Wisła Płock                  | 2:3   | 36     | Kądzior, Ł. Wolsztyński                |
| 23                | 19 lutego       | 18:00 | Zabrze    | Bruk-Bet Termalica Nieciecza | 3:0   | 39     | Ł. Wolsztyński, Kądzior, Kurzawa       |
| 24                | 25 lutego       | 15:30 | Wrocław   | Śląsk Wrocław                | 1:1   | 40     | Koj                                    |
| 25                | 28 lutego       | 18:00 | Zabrze    | Pogoń Szczecin               | 0:0   | 41     | -                                      |
| 26                | 3 marca         | 20:30 | Gliwice   | Piast Gliwice                | 3:0   | 44     | walkower na korzyść Górnika            |
| 27                | 9 marca         | 18:00 | Zabrze    | KGHM Zagłębie Lubin          | 2:2   | 45     | Wieteska, Suárez                       |
| 28                | 17 marca        | 20:30 | Kielce    | Korona Kielce                | 2:2   | 46     | Kądzior, Wieteska                      |
| 29                | 31 marca        | 15:30 | Zabrze    | Sandecja Nowy Sącz           | 2:2   | 47     | Angulo, Suárez                         |
| 30                | 7 kwietnia      | 18:00 | Poznań    | Lech Poznań                  | 1:3   | 47     | Kądzior                                |
| Grupa mistrzowska |                 |       |           |                              |       |        |                                        |
| 31                | 13 kwietnia     | 18:00 | Białystok | Jagiellonia Białystok        | 2:1   | 50     | Angulo (2)                             |
| 32                | 21 kwietnia     | 18:00 | Zabrze    | Wisła Płock                  | 0:1   | 50     | -                                      |
| 33                | 28 kwietnia     | 20:30 | Poznań    | Lech Poznań                  | 4:2   | 53     | Urynowicz, Wieteska, Matuszek, Kądzior |
| 34                | 6 maja          | 15:30 | Lubin     | KGHM Zagłębie Lubin          | 2:0   | 56     | Urynowicz, Kądzior                     |
| 35                | 9 maja          | 18:00 | Kielce    | Korona Kielce                | 2:2   | 57     | Urynowicz, Bochniewicz                 |
| 36                | 13 maja         | 18:00 | Warszawa  | Legia Warszawa               | 0:2   | 57     | -                                      |
| 37                | 20 maja         | 18:00 | Zabrze    | Wisła Kraków                 | 2:0   | 60     | Matuszek, Angulo                       |

Ostatnia aktualizacja: 37. kolejka
    zwycięstwo     remis     porażka

### Kolejka po kolejce
| 1 | 2 | 3 | 4 | 5 | 6 | 7 | 8 | 9 | 10 | 11 | 12 | 13 | 14 | 15 | 16 | 17 | 18 | 19 | 20 | 21 | 22 | 23 | 24 | 25 | 26 | 27 | 28 | 29 | 30 | 31 | 32 | 33 | 34 | 35 | 36 | 37 |
| - | - | - | - | - | - | - | - | - | -- | -- | -- | -- | -- | -- | -- | -- | -- | -- | -- | -- | -- | -- | -- | -- | -- | -- | -- | -- | -- | -- | -- | -- | -- | -- | -- | -- |
| 1 | 6 | 3 | 5 | 5 | 6 | 6 | 2 | 2 | 1  | 1  | 3  | 2  | 1  | 1  | 2  | 1  | 1  | 1  | 2  | 3  | 4  | 4  | 4  | 4  | 4  | 4  | 4  | 4  | 5  | 5  | 5  | 5  | 4  | 4  | 5  | 4  |

    wejście do grupy mistrzowskiej     I runda kwalifikacyjna Ligi Europy UEFA

## Puchar Polski
Jako drużyna występująca w sezonie 2016/2017 w rozgrywkach I ligi, Górnik Zabrze rozpoczął rozgrywki Pucharu Polski od 1/32 finału pokonując na inaugurację drużynę ROW 1964 Rybnik 2:0. Odpadł z rozgrywek po dwumeczu przeciwko drużynie warszawskiej Legii - pierwszy mecz zakończył się remisem 1:1, w drugim zwycięstwo 2:1 odniosła Legia Warszawa.
| Faza | Data            | Godz. | Stadion  | Przeciwnik            | Wynik | Strzelcy                           |
| ---- | --------------- | ----- | -------- | --------------------- | ----- | ---------------------------------- |
| 1/32 | 26 lipca        | 19:00 | Rybnik   | ROW 1964 Rybnik       | 2:0   | Matuszek, Urynowicz                |
| 1/16 | 9 sierpnia      | 19:00 | Ostróda  | Sokół Ostróda         | 3:1   | R. Wolsztyński (2), Kądzior        |
| 1/8  | 20 września     | 17:45 | Zabrze   | Sandecja Nowy Sącz    | 3:2   | Matuszek, Angulo (2)               |
| 1/4  | 24 października | 20:30 | Chojnice | Chojniczanka Chojnice | 3:1   | Angulo (2), Kądzior                |
| 1/4  | 28 listopada    | 18:00 | Zabrze   | Chojniczanka Chojnice | 3:0   | Kurzawa, Ł. Wolsztyński, Żurkowski |
| 1/2  | 28 marca        | 18:00 | Zabrze   | Legia Warszawa        | 1:1   | Kurzawa                            |
| 1/2  | 18 kwietnia     | 20:30 | Warszawa | Legia Warszawa        | 1:2   | Hloušek (sam.)                     |

Ostatnia aktualizacja: 18 kwietnia
    zwycięstwo     remis     porażka

## Mecze towarzyskie
| Data                                | Przeciwnik               | Miejsce            | Wynik | Strzelcy                                         |
| ----------------------------------- | ------------------------ | ------------------ | ----- | ------------------------------------------------ |
| Rozegrane w przerwie letniej        |                          |                    |       |                                                  |
| 22 czerwca                          | Młodzież Śląskich Miast* | Zabrze             | 0:3   | -                                                |
| 24 czerwca                          | Odra Miasteczko Śląskie  | Miasteczko Śląskie | 5:0   | Lasik (2), Grendel, zaw. testowany (2)           |
| 28 czerwca                          | Fotbal Trzyniec          | Rybnik             | 0:2   | -                                                |
| 1 lipca                             | MFK Karviná              | Karvina            | 4:0   | Koj, Angulo, Ł. Wolsztyński, Żurkowski           |
| 1 lipca                             | MFK Frýdek-Místek        | Rybnik             | 1:3   | Ledecký                                          |
| 8 lipca                             | Rozwój Katowice          | Wodzisław Śląski   | 4:0   | Kądzior, Ledecký, Urynowicz, Nowak               |
| 8 lipca                             | MFK Zemplin Michalovce   | Zabrze             | 3:4   | Angulo (2), Ł. Wolsztyński                       |
| Rozegrane w trakcie rundy jesiennej |                          |                    |       |                                                  |
| 3 września                          | Wigry Suwałki            | Suwałki            | 1:0   | Kądzior                                          |
| 11 listopada                        | BKS Bochnia              | Bochnia            | 2:0   | Angulo, Ł. Wolsztyński                           |
| Rozegrane w przerwie zimowej        |                          |                    |       |                                                  |
| 13 stycznia                         | MFK Karviná              | Karvina            | 2:2   | Angulo (2)                                       |
| 20 stycznia                         | Spartak II Moskwa        | Ajia Napa          | 6:2   | Urynowicz (4), Firlej, Grendel                   |
| 20 stycznia                         | Austria Wiedeń           | Ajia Napa          | 1:1   | Suárez                                           |
| 24 stycznia                         | Lokomotiw-Kazanka Moskwa | Ajia Napa          | 4:2   | Ł. Wolsztyński (2), Urynowicz, Gryszkiewicz      |
| 27 stycznia                         | Partizan Belgrad         | Limassol           | 0:0   | -                                                |
| 28 stycznia                         | FK Teplice               | Ajia Napa          | 0:3   | -                                                |
| 3 lutego                            | MFK Zemplin Michalovce   | Zabrze             | 5:0   | Żurkowski, Angulo (2), Urynowicz, Ł. Wolsztyński |
| Rozegrane w trakcie rundy wiosennej |                          |                    |       |                                                  |
| 20 lutego                           | Puszcza Niepołomice      | Kraków             | 3:1   | Smuga, Hajda, Bartczuk                           |
| 24 marca                            | Hajduk Split             | Zabrze             | 3:2   | Ł. Wolsztyński, Angulo, Liszka                   |

Ostatnia aktualizacja: 26 marca 2018
    zwycięstwo     remis     porażka
* drużyna składająca się z testowanych młodzieżowców rozegrała sparing przeciwko drużynie rezerw Górnika Zabrze

## Zawodnicy

### Skład
| Nr                                                                 | Zawodnik              | Data urodzenia       | W klubie od | Poprzedni klub               | Ekstraklasa | Ekstraklasa | Puchar Polski | Puchar Polski | RAZEM | RAZEM |        |        | Uwagi                                          |
| Nr                                                                 | Zawodnik              | Data urodzenia       | W klubie od | Poprzedni klub               |             |             |               |               |       |       | EKS/PP | EKS/PP | Uwagi                                          |
| ------------------------------------------------------------------ | --------------------- | -------------------- | ----------- | ---------------------------- | ----------- | ----------- | ------------- | ------------- | ----- | ----- | ------ | ------ | ---------------------------------------------- |
| Bramkarze                                                          |                       |                      |             |                              |             |             |               |               |       |       |        |        |                                                |
| 1                                                                  | Tomasz Loska          | 26 stycznia 1996     | 2013        | Raków Częstochowa            | 36          | -           | 5             | -             | 41    | -     | 1/0    | 0/1    |                                                |
| 33                                                                 | Daniel Bielica        | 30 kwietnia 1999     | 2016        | Górnik II Zabrze             | -           | -           | -             | -             | -     | -     | -      | -      |                                                |
| 93                                                                 | Wojciech Pawłowski    | 18 stycznia 1993     | 2016        | Rozwój Katowice              | 1           | -           | 3             | -             | 4     | -     | -      | -      |                                                |
| 99                                                                 | Grzegorz Kasprzik     | 20 września 1983     | 2014        | Termalica Bruk-Bet Nieciecza | -           | -           | -             | -             | -     | -     | -      | -      |                                                |
| –                                                                  | Mateusz Michalski     | 12 lutego 1998       | 2014        | MSPN Górnik Zabrze           | -           | -           | -             | -             | -     | -     | -      | -      |                                                |
| Obrońcy                                                            |                       |                      |             |                              |             |             |               |               |       |       |        |        |                                                |
| 2                                                                  | Przemysław Wiśniewski | 27 lipca 1998        | 2015        | Górnik II Zabrze             | -           | -           | -             | -             | -     | -     | -      | -      |                                                |
| 3                                                                  | Adam Wolniewicz       | 18 marca 1993        | 2013        | Energetyk ROW Rybnik         | 28          | -           | 4             | -             | 32    | -     | 8/0    | 1/0    |                                                |
| 4                                                                  | Mateusz Wieteska      | 11 lutego 1997       | 2017        | Chrobry Głogów               | 35          | 7           | 7             | -             | 42    | 7     | 6/1    | -      |                                                |
| 5                                                                  | Ołeksandr Szeweluchin | 27 sierpnia 1982     | 2012        | PFK Sewastopol               | 2           | -           | 2             | -             | 2     | -     | -      | -      |                                                |
| 6                                                                  | Bartłomiej Olszewski  | 29 stycznia 1996     | 2012        | MKS Kluczbork                | 8           | -           | 3             | -             | 11    | -     | 1/0    | -      |                                                |
| 14                                                                 | Michał Koj            | 28 lipca 1993        | 2017        | Ruch Chorzów                 | 29          | 2           | 3             | -             | 32    | 2     | 5/0    | -      |                                                |
| 15                                                                 | Dani Suárez           | 7 maja 1990          | 2017        | SD Ponferradina              | 35          | 4           | 6             | -             | 41    | 4     | 11/1   | 2/0    |                                                |
| 16                                                                 | Dariusz Pawłowski     | 25 lutego 1999       | 2012        | Górnik II Zabrze             | 4           | -           | 2             | -             | 6     | -     | -      | -      |                                                |
| 24                                                                 | Meik Karwot           | 27 lutego 1993       | 2017        | Lüneburger SK Hansa          | 2           | -           | 2             | -             | 4     | -     | -      | -      | w trakcie sezonu wypożyczony do Pogoni Siedlce |
| 32                                                                 | Adrian Gryszkiewicz   | 13 grudnia 1999      | 2018        | Gwarek Zabrze                | 9           | -           | 2             | -             | 11    | -     | 4/0    | -      |                                                |
| 55                                                                 | Paweł Bochniewicz     | 30 stycznia 1996     | 2018        | Udinese Calcio               | 16          | 1           | 2             | -             | 18    | 1     | 3/0    | -      |                                                |
| –                                                                  | Michał Teichman       | 17 marca 1996        | 2012        | Górnik II Zabrze             | -           | -           | -             | -             | -     | -     | -      | -      |                                                |
| Pomocnicy                                                          |                       |                      |             |                              |             |             |               |               |       |       |        |        |                                                |
| 7                                                                  | Rafał Kurzawa         | 29 stycznia 1993     | 2010        | Energetyk ROW Rybnik         | 36          | 2           | 5             | 2             | 41    | 4     | 4/0    | -      |                                                |
| 8                                                                  | Konrad Nowak          | 7 listopada 1994     | 2012        | Rozwój Katowice              | 2           | -           | 2             | -             | 4     | -     | -      | -      |                                                |
| 9                                                                  | Damian Kądzior        | 16 czerwca 1992      | 2017        | Wigry Suwałki                | 37          | 10          | 7             | 2             | 44    | 12    | 2/0    | -      |                                                |
| 10                                                                 | Erik Grendel          | 13 października 1988 | 2015        | Slovan Bratysława            | 9           | -           | 3             | -             | 12    | -     | 2/1    | -      |                                                |
| 11                                                                 | Daniel Liszka         | 17 lutego 2000       | 2013        | Górnik II Zabrze             | 6           | -           | -             | -             | 6     | -     | -      | -      |                                                |
| 18                                                                 | Wojciech Hajda        | 23 maja 2000         | 2017        | Gwarek Zabrze                | 9           | -           | 2             | -             | 11    | -     | 1/0    | -      |                                                |
| 19                                                                 | Mariusz Przybylski    | 19 stycznia 1982     | 2009        | Raków Częstochowa            | -           | -           | -             | -             | -     | -     | -      | -      |                                                |
| 21                                                                 | Sandi Arčon           | 6 stycznia 1991      | 2017        | ND Gorica                    | -           | -           | 2             | -             | 2     | -     | -      | -      |                                                |
| 22                                                                 | Szymon Matuszek       | 7 stycznia 1989      | 2016        | Dolcan Ząbki                 | 34          | 3           | 7             | 2             | 41    | 5     | 6/2    | -      |                                                |
| 25                                                                 | Łukasz Wolsztyński    | 8 grudnia 1994       | 2012        | Legionovia Legionowo         | 29          | 4           | 4             | 1             | 33    | 5     | 1/2    | -      |                                                |
| 27                                                                 | Szymon Żurkowski      | 25 września 1997     | 2016        | Gwarek Zabrze                | 34          | 2           | 4             | 1             | 38    | 3     | 6/0    | -      |                                                |
| 28                                                                 | Maciej Ambrosiewicz   | 24 maja 1998         | 2016        | MFK Karviná                  | 23          | -           | 4             | -             | 27    | -     | 4/0    | 1/0    |                                                |
| 30                                                                 | Dariusz Kamiński      | 25 listopada         | 2017        | Gwarek Zabrze                | -           | -           | -             | -             | -     | -     | -      | -      |                                                |
| 55                                                                 | Bartosz Bartczuk      | 14 czerwca 2000      | 2016        | Górnik II Zabrze             | -           | -           | -             | -             | -     | -     | -      | -      |                                                |
| 97                                                                 | Daniel Smuga          | 18 stycznia 1997     | 2018        | Victoria Sulejówek           | 6           | -           | -             | -             | 6     | -     | -      | -      |                                                |
| –                                                                  | Daniel Wajsak         | 17 lutego 1998       | 2013        | Górnik II Zabrze             | -           | -           | -             | -             | -     | -     | -      | -      |                                                |
| Napastnicy                                                         |                       |                      |             |                              |             |             |               |               |       |       |        |        |                                                |
| 11                                                                 | David Ledecký         | 24 lipca 1993        | 2016        | 1. SC Znojmo                 | 11          | -           | 4             | -             | 15    | -     | 5/0    | 1/0    | w trakcie sezonu wypożyczony do Odry Opole     |
| 17                                                                 | Igor Angulo           | 26 stycznia 1984     | 2016        | AO Platania Chanion          | 33          | 23          | 5             | 4             | 38    | 27    | 4/0    | -      |                                                |
| 20                                                                 | Marcin Urynowicz      | 16 marca 1996        | 2015        | Gwarek Zabrze                | 21          | 3           | 4             | 1             | 25    | 4     | 2/0    | -      |                                                |
| 23                                                                 | Rafał Wolsztyński     | 8 grudnia 1994       | 2012        | Legionovia Legionowo         | 4           | 2           | 2             | 2             | 6     | 4     | 1/0    | -      |                                                |
| 26                                                                 | Dominik Lasik         | 5 lutego 1997        | 2016        | Gwarek Zabrze                | 2           | -           | -             | -             | 2     | -     | -      | -      |                                                |
| 29                                                                 | Krzysztof Kiklaisz    | 13 kwietnia 1998     | 2013        | Górnik II Zabrze             | 3           | -           | -             | -             | 3     | -     | -      | -      |                                                |
| Ostatnia aktualizacja: 37. kolejka Ekstraklasy, 1/2 Pucharu Polski |                       |                      |             |                              |             |             |               |               |       |       |        |        |                                                |

### Transfery

#### Przyszli
| Poz            | Nazwisko            | Poprzedni klub     | Typ                    | Koniec     | Kwota transferu |
| -------------- | ------------------- | ------------------ | ---------------------- | ---------- | --------------- |
| Okienko letnie |                     |                    |                        |            |                 |
| OB             | Michał Koj          | Ruch Chorzów       | wolny transfer         | 30.06.2019 | -               |
| BR             | Jakub Szymański     | MSPN Górnik Zabrze | profesjonalny kontrakt | 30.06.2019 | -               |
| PO             | Damian Kądzior      | Wigry Suwałki      | brak danych            | 30.06.2020 | brak danych     |
| OB             | Mateusz Wieteska    | Chrobry Głogów     | transfer               | 30.06.2020 | 30.000 €        |
| PO             | Wojciech Hajda      | Gwarek Zabrze      | transfer               | 30.06.2020 | brak danych     |
| Okienko zimowe |                     |                    |                        |            |                 |
| OB             | Paweł Bochniewicz   | Udinese Calcio     | wypożyczenie           | 30.06.2018 | -               |
| PO             | Daniel Smuga        | Victoria Sulejówek | wolny transfer         | 30.06.2019 | -               |
| OB             | Adrian Gryszkiewicz | Gwarek Zabrze      | wolny transfer         | 30.06.2020 | -               |

Ostatnia aktualizacja: 20 stycznia 2018
2) Poz = pozycja; Koniec = rok zakończenia kontraktu
Podczas przerwy letniej, kontrakt z klubem przedłużyli lub podpisali:
1. Bartłomiej Olszewski[3], Konrad Nowak[4], Ołeksandr Szeweluchin[5] - do 30 czerwca 2018
2. Wojciech Pawłowski[6] i Meik Karwot[7] - do 30 czerwca 2019
3. Mateusz Kuchta[8] - do 30 czerwca 2020

W trakcie rundy jesiennej przedłużono kontrakt z Igorem Angulo. Nowa umowa obowiązuje do 30 czerwca 2020 roku.
Podczas przerwy zimowej kontrakt z klubem przedłużyli:
1. Adam Wolniewicz[10] i Szymon Matuszek[11] - do 30 czerwca 2020
2. Tomasz Loska[11] - do 30 czerwca 2021

Pod koniec marca 2018 roku klub przedłużył kontrakty z pięcioma młodzieżowcami: Bartłomiejem Olszewskim, Danielem Bielicą, Przemysławem Wiśniewskim, Patrykiem Joahimem i Aleksandrem Knablem. Kontrakty obowiązują do końca sezonu 2018/2019.

#### Odeszli
| Poz            | Nazwisko          | Nowy klub              | Typ                   | Kwota transferu |
| -------------- | ----------------- | ---------------------- | --------------------- | --------------- |
| Okienko letnie |                   |                        |                       |                 |
| OB             | Adam Danch        | Arka Gdynia            | rozwiązanie kontraktu | -               |
| OB             | Bartosz Kopacz    | KGHM Zagłębie Lubin    | koniec kontraktu      | -               |
| BR             | Mateusz Szukała   | Podhale Nowy Targ      | wypożyczenie          | -               |
| PO             | Denis Jančo       | FK AS Trenčín          | koniec wypożyczenia   | -               |
| PO             | Aleksander Kwiek  | Widzew Łódź            | rozwiązanie kontraktu | -               |
| NA             | Szymon Skrzypczak | Odra Opole             | rozwiązanie kontraktu | -               |
| OB             | Rafał Kosznik     | Górnik Łęczna          | koniec kontraktu      | -               |
| PO             | Dawid Plizga      | GKS Katowice           | koniec kontraktu      | -               |
| OB             | Bartłomiej Gajda  | Heart of Midlothian FC | koniec kontraktu      | -               |
| NA             | Andrzej Trubeha   | Stal Stalowa Wola      | transfer              | bez odstępnego  |
| BR             | Mateusz Kuchta    | Odra Opole             | wypożyczenie          | -               |
| PO             | Robert Pieczur    | BKS Stal Bielsko-Biała | brak danych           | -               |
| PO             | Bartosz Pikul     | Zagłębie Sosnowiec     | wypożyczenie          | -               |
| Okienko zimowe |                   |                        |                       |                 |
| OB             | Meik Karwot       | Pogoń Siedlce          | wypożyczenie          | -               |
| NA             | David Ledecký     | Odra Opole             | wypożyczenie          | -               |

Ostatnia aktualizacja: 28 lutego 2018
2) Poz – pozycja

### Skład podstawowy
| Nr | Poz | Zawodnik              | Ekstraklasa | Puchar Polski | Razem |
| -- | --- | --------------------- | ----------- | ------------- | ----- |
| 1  | BR  | Tomasz Loska          | 36          | 5             | 41    |
| 9  | PO  | Damian Kądzior        | 35          | 5             | 40    |
| 4  | OB  | Mateusz Wieteska      | 35          | 5             | 40    |
| 7  | PO  | Rafał Kurzawa         | 35          | 5             | 40    |
| 15 | OB  | Dani Suárez           | 34          | 6             | 40    |
| 27 | PO  | Szymon Żurkowski      | 33          | 4             | 37    |
| 17 | NA  | Igor Angulo (K)       | 32          | 5             | 37    |
| 22 | PO  | Szymon Matuszek (K)   | 29          | 7             | 36    |
| 25 | PO  | Łukasz Wolsztyński    | 29          | 3             | 32    |
| 14 | OB  | Michał Koj            | 28          | 3             | 31    |
| 3  | OB  | Adam Wolniewicz       | 20          | 2             | 22    |
| 28 | PO  | Maciej Ambrosiewicz   | 18          | 2             | 20    |
| 55 | OB  | Paweł Bochniewicz     | 16          | 2             | 18    |
| 32 | OB  | Adrian Gryszkiewicz   | 8           | 2             | 10    |
| 20 | NA  | Marcin Urynowicz      | 6           | 1             | 7     |
| 18 | PO  | Wojciech Hajda        | 3           | 1             | 4     |
| 11 | PO  | Daniel Liszka         | 3           | -             | 3     |
| 97 | PO  | Daniel Smuga          | 3           | -             | 3     |
| 10 | PO  | Erik Grendel          | 1           | 2             | 3     |
| 24 | OB  | Meik Karwot           | 1           | 2             | 3     |
| 23 | PO  | Rafał Wolsztyński     | 1           | 2             | 3     |
| 93 | BR  | Wojciech Pawłowski    | 1           | 2             | 3     |
| 21 | PO  | Sandi Arčon           | -           | 2             | 2     |
| 11 | NA  | David Ledecký         | -           | 2             | 2     |
| 8  | PO  | Konrad Nowak          | -           | 2             | 2     |
| 16 | NA  | Dariusz Pawłowski     | -           | 2             | 2     |
| 5  | OB  | Ołeksandr Szeweluchin | -           | 2             | 2     |
| 6  | OB  | Bartłomiej Olszewski  | -           | 1             | 1     |

Ostatnia aktualizacja: 37. kolejka, 1/2 Pucharu Polski
    podstawowa jedenastka     zawodnik odszedł z klubu w trakcie sezonu

## Zarząd i sztab szkoleniowy
Trenerem pierwszej drużyny nadal w nowym sezonie pozostał Marcin Brosz, pełniący te obowiązki od 3 czerwca 2016 roku. 8 czerwca 2017 roku podpisano z trenerem nowy, roczny kontrakt.
4 lipca zakończono współpracę z trenerami III-ligowych rezerw - Józefem Dankowskim i Markiem Kostrzewą. Ich następcą został Wojciech Gumola, który wcześniej prowadził zespół Rekordu Bielsko-Biała.
| Stanowisko                          | Imię i nazwisko              | Uwagi                                |
| ----------------------------------- | ---------------------------- | ------------------------------------ |
| Prezes                              | Bartosz Sarnowski            | od 27 maja 2016                      |
| Członek zarządu                     | Andrzej Pasek                | od 6 listopada 2015                  |
| Członek zarządu                     | Małgorzata Miller-Gogolińska | -                                    |
| Członek zarządu                     | Katarzyna Wierska-Kuberka    | od 15 września 2016 do 18 lipca 2017 |
| Trener                              | Marcin Brosz                 | od 3 czerwca 2016                    |
| Asystent trenera                    | Marek Kasprzyk               | od 11 lipca 2016                     |
| Trener bramkarzy                    | Marek Matuszek               | od 20 czerwca 2016                   |
| Trener przygotowania fizycznego     | Wojciech Mroszczyk           | od 20 czerwca 2016                   |
| Fizjoterapeuta                      | Bartłomiej Spałek            | Bartłomiej Spałek                    |
| Masażysta                           | Sebastian Jagiełło           | Sebastian Jagiełło                   |
| Lekarz                              | Zbigniew Kwiatkowski         | Zbigniew Kwiatkowski                 |
| Kierownik drużyny                   | Krzysztof Skutnik            | Krzysztof Skutnik                    |
| Obsługa techniczna                  | Bartosz Jankowy              | Bartosz Jankowy                      |
| Koordynator ds. Szkolenia Młodzieży | Jan Żurek                    | od 27 lipca 2016                     |
| Górnik II Zabrze (zespół rezerw)    |                              |                                      |
| Trener                              | Wojciech Gumola              | od 26 lipca 2017                     |